# Stephanostomum longisomum
Stephanostomum longisomum är en plattmaskart. Stephanostomum longisomum ingår i släktet Stephanostomum och familjen Acanthocolpidae. Inga underarter finns listade i Catalogue of Life.